# Portugal aux Jeux olympiques de 1912
Le Portugal a participé à ses premiers  Jeux d'été aux Jeux de Stockholm en 1912.
Les six athlètes de la délégation portugaise concourant dans trois sports n'ont remporté aucune médaille.
L'un de ses représentants, l'athlète et porte-drapeau Francisco Lázaro est mort pendant la course du marathon, à la suite d'une sévère déshydratation.

## Sources
- (en) Cet article est partiellement ou en totalité issu de l’article de Wikipédia en anglais intitulé « Portugal at the 1912 Summer Olympics » (voir la liste des auteurs).